# Ernesto Segura de Luna
Ernesto Segura de Luna (Barcelona, 11 de febrero de 1922 - Mataró, Barcelona, 30 de agosto de 2008), fue abogado y presidente de la Federación Española de Baloncesto entre los años 1972 y 1984 y entre 1992 y 2004. Perteneció al Comité Olímpico Español y fue miembro de la Confederación Europea de Baloncesto (FIBA Europa) y de la Federación Internacional de Baloncesto (FIBA).

## Biografía
Ernesto Segura de Luna, padre de catorce hijos, fue el presidente que durante más años ha dirigido la Federación Española de Baloncesto (FEB). Accedió al cargo por primera vez en 1972 y se mantuvo hasta 1984, año en que se vio obligado a dejarlo a causa de un decreto administrativo. Posteriormente volvió a ocupar el sillón presidencial desde 1992 y hasta 2004, año a partir del cual ostentaba el cargo honorífico. 
En el I Master de periodismo deportivo especializado en baloncesto (Madrid, febrero de 2006) Segura de Luna realizó un breve repaso sobre su dilatada y exitosa trayectoria como dirigente del baloncesto español, narrando cómo llegó al mundo de la canasta y sus funciones dentro de la Federación: “fui nombrado a dedo cuando trabajaba para la Federación Catalana de Baloncesto, quizás porque mi cuñado por aquel entonces era alcalde de Barcelona” —comentaba entre risas. Los grandes éxitos deportivos con las diferentes selecciones nacionales, entre las que destacó la plata de los Juegos Olímpicos de Los Ángeles 1984, le consolidaron en la Federación, en la que intentó siempre hacerle un hueco al baloncesto como deporte de masas en un país eminentemente futbolero como España. Durante sus dos mandatos en la FEB, las selecciones españolas, en sus distintas categorías, conquistaron 40 medallas internacionales. Es esta una de sus muchas aportaciones al deporte de la canasta, en el que destacó por potenciar el Área Internacional de la FEB. 
Entre otras muchas distinciones, en 2006 recibió la Gran Cruz al Mérito Deportivo de manos de los Duques de Lugo. En 2005 recibió la Orden Olímpica del COE. A lo largo de su dilatada carrera como dirigente en el mundo del baloncesto ejerció también de miembro del Comité Olímpico Español, de la Comisión directiva del CSD y del Comité Superior de Disciplina, así como otros cargos en el organigrama de la Federación Internacional de Baloncesto (FIBA). El directivo también estuvo entre los nominados para formar parte del 'Hall of Fame' de la FIBA en su 'clase 2007' junto a míticos exjugadores como el griego Nikos Galis, el americano Bill Russell o el brasileño Oscar Schmidt y el directivo serbio Borislav Stanković. Cuando dejó la presidencia el 20 de noviembre de 2004, accedió al cargo José Luis Sáez, con una única candidatura que concurría a las elecciones. De todos los presidentes de la FEB desde su constitución oficial como tal el 31 de julio de 1923, Segura de Luna ha sido quien ha ocupado el cargo más dilatadamente, pues acumuló prácticamente 25 años como máximo responsable del baloncesto español, y quien más ha hecho por este deporte hasta elevarlo a un podio olímpico o una final del Campeonato Mundial.
Falleció el 30 de agosto de 2008, en Mataró (Barcelona), a los 86 años de edad.

## Distinciones honoríficas
- Caballero Gran Cruz de la Real Orden del Mérito Deportivo (Reino de España, 26/06/2006).[2]
- Medalla de Plata de la Real Orden del Mérito Deportivo, otorgada por el Consejo Superior de Deportes (1994)[3]
- Hall of Fame del Baloncesto Español (2022)